# Lord-lieutenant de Queen's County
Ceci est une liste de personnes qui ont servi comme Lord Lieutenant de Queen's County. L'office a été créé le 23 août 1831. Les nominations au poste se sont terminées par la création de l'État libre d'Irlande en 1922.
- John Vesey, Vicomte de Vesci 17 octobre 1831 – 19 octobre 1855
- John FitzPatrick, Lord Castletown 17 novembre 1855 – 22 janvier 1883
- John Vesey, Vicomte de Vesci 28 mars 1883 – décembre 1900
- Sir Algernon Coote 28 décembre 1900 – 22 octobre 1920
- Hutcheson Poë 11 novembre 1920 – 1922